# Ruta 217 (Costa Rica)
La Ruta 217, oficialmente Ruta Nacional Secundaria 217, es una ruta nacional de Costa Rica ubicada en la provincia de San José.

## Descripción
En la provincia de San José, la ruta atraviesa el cantón de Desamparados (los distritos de San Juan de Dios, San Rafael Abajo), el cantón de Aserrí (el distrito de Aserrí), el cantón de  Alajuelita (los distritos de San Josecito, San Antonio, Concepción).